# بيان الأثر البيئي
يُعرّف بيان الأثر البيئي بموجب قانون البيئة الأمريكي، على أنه وثيقة اقتضاها القانون الوطني للسياسة البيئية لعام 1969 لاتخاذ إجراءات معينة، «الإجراءات التي تؤثر بشكل كبير على جودة البيئة البشرية». يعتبر بيان الأثر البيئي أحد أدوات صنع القرار، ويصف الآثار البيئية الإيجابية والسلبية المترتبة على الإجراءات المقترحة، ويُدرج في العادة إجراءً بديلًا أو أكثر يمكن اختياره بدلًا من الإجراء الموضح في بيان الأثر البيئي. تطلب العديد من الحكومات الأمريكية تقديم وثيقة مماثلة لبيان الأثر البيئي إلى الدولة لاتخاذ إجراءات معينة. على سبيل المثال، في كاليفورنيا، يجب تقديم تقرير مفصل عن الأثر البيئي إلى الولاية لاتخاذ إجراءات معينة، على النحو المبين في قانون جودة البيئة في كاليفورنيا. يعد لينتون كي. كالدويل أحد المؤلفين الرئيسيين لهذا القانون.

## نقاط القوة
يشجع القانون الوكالات على أخذ التكاليف البيئية للمشاريع بعين الاعتبار ويحثها على إدخال معلومات جديدة إلى عملية صنع القرار، وذلك عن طريق إلزامها باستكمال بيان الأثر البيئي. عزز القانون الوطني للسياسة البيئية نفوذ محللي البيئة والوكالات البيئة في الحكومة الفدرالية، فزاد من مشاركتهم في عملية التنمية. يحتاج بيان الأثر البيئي إلى مهارة الخبراء ومعرفتهم، لذلك يتعين على الوكالات توظيف محللين بيئيين. يتجاوب المحللون البيئيون غالبًا مع القضايا البيئية، على عكس الوكالات التي تعطي الأهمية لأولوياتٍ أخرى. بالإضافة إلى ذلك، تُدخل هذه السمة الإجراءات العلمية إلى العملية السياسية.

## القيود (التحديدات)
تؤثر الاختلافات القائمة بين العلم والسياسة على دقة بيان الأثر البيئي. رغم انتماء المحللين إلى المجتمع العلمي، لكنهم يتأثرون بالأجواء السياسية. لا يملك المحللون الوقت الكافي الذي يمكنهم من إجراء البحوث، ويتأثرون بالدوافع المختلفة لإجراء بحوث بيان الأثر البيئي، إلى جانب تأثرهم بوجهات النظر المختلفة حول ما يشكل التحليل الأفضل. بالإضافة إلى ذلك، لا يريد المسؤولون الحكوميون الكشف عن وجود مشاكل بيئية داخل وكالاتهم. يسيء المواطنون غالبًا فهم عملية التقييم البيئي، ولا يدرك الجمهور أيضًا أن الهدف منها هو جمع المعلومات المتعلقة بالقرار فقط. حتى لو تنبأ بيان الأثر البيئي بآثار سلبية للمشروع، فما يزال بإمكان صانعي القرار الاستمرار في الاقتراح ذاته.